# Konečná (Star Trek: Enterprise)
Konečná (v anglickém originále Dead Stop) je epizoda seriálu Star Trek: Enterprise. Jde o čtvrtý díl druhé řady pátého seriálu ze světa Star Treku.

## Děj
Po střetu s Romulany v minulé epizodě Minové pole se Enterprise vzpamatovává ze škod: levá část primárního trupu je těžce poškozená a Trip odhaduje opravy minimálně na 3-4 měsíce. Také Reedovo zranění se hojí pomalu. Kapitán Archer se rozhodne vyslat nouzový signál, aby tentokrát pro změnu někdo pomohl jim. Ozve se tellaritská loď, která sice nenabídne pomoc, ale odešle souřadnice nejbližší opravářské základny. Podle T'Pol nejsou Tellarité přívětiví druh, zato důvěryhodní ano. Archer nemá na výběr a Enterprise zamíří k základně.
Stanice se skládá ze dvou propojených tubusů a stanice uprostřed. Na přivítání nikdo neodpoví a vzápětí projde lodí biomolekulární paprsek. Základna je podle všeho automatická, nicméně její opravářské možnosti jsou mimořádné. Kapitán se rozhodne opravit loď výměnou za 200 litrů warpového plazmatu. I přesto, že práce probíhají podle plánu, má kapitán stále špatné tušení a snaží se odhalit nějaký fígl nebo podvod. Stejně reaguje i Trip, který se spolu s uzdraveným Malcolmem vplíží do útrob stanice odhalit její tajemství. Všechny akce přeruší nalezení mrtvoly Travise Mayweathera. Naštěstí před pitvou doktor Phlox zjistí, že se nejedná o Travise, ale jeho kopii. Archer vymyslí plán: zatímco Trip odveze plazma do řídící místnosti, on, T'Pol a Reed se pokusí na druhý pokus dostat dovnitř základny. To se jim podaří a uvnitř najdou mnoho těl, která jsou připojena k počítači ve stanici, aby tak využila jejich mozkovou kapacitu ve svůj prospěch. Archer Travise osvobodí, jenže stanice začne vyhrožovat zničením Enterprise a postupně převezme velení nad jednotlivými systémy. Kapitán nechá explodovat plazma a také prostřelí fotonovými torpédy poslední rameno, které je drží. Poslední záběr ukazuje trosky stanice a jedno z ramen, které začíná pracovat na opravě...